# Chonocephalus heymonsi
Chonocephalus heymonsi är en tvåvingeart som beskrevs av Stobbe 1913. Chonocephalus heymonsi ingår i släktet Chonocephalus och familjen puckelflugor.
Artens utbredningsområde är Surinam. Inga underarter finns listade i Catalogue of Life.